# Fórmulas de Mollweide

Triângulo

Em trigonometria, as fórmulas de Mollweide, em alguns textos antigos referenciadas como equações de Mollweide, denominadas em lembrança a Karl Mollweide, são duas relações entre os lados e os ângulos de um triângulo.
Sejam a, b e c os comprimentos dos lados de um triângulo. Sejam α, β e γ os ângulos opostos aos três respectivos lados. As fórmulas de Mollweide estabelecem que
{\displaystyle {\frac {a+b}{c}}={\frac {\cos \left({\frac {\alpha -\beta }{2}}\right)}{\sin \left({\frac {\gamma }{2}}\right)}}}
e
{\displaystyle {\frac {a-b}{c}}={\frac {\sin \left({\frac {\alpha -\beta }{2}}\right)}{\cos \left({\frac {\gamma }{2}}\right)}}.}
Cada uma destas identidades utilizam todas as seis partes do triângulo — os três ângulos e os comprimentos dos três lados.